# Glenn Stewart

a Compétitions nationales et continentales officielles uniquement.

b Matchs officiels uniquement.
Glenne Stewart, né le 11 janvier 1984 à Wollongong, est un joueur de rugby à XIII australien évoluant au poste de deuxième ligne ou de troisième ligne dans les années 2000 & 2010. Il a évolué la majeure partie de sa carrière dans le club de Manly Warringah en National Rugby League avant de rejoindre les Rabbitohs de South Sydney. En 2016, il rejoint les Dragons Catalans en Super League puis en 2017 les Centurions de Leigh. 
Au cours de sa carrière, il a été international australien y disputant notamment la Coupe du monde 2008 et a été désigné meilleur joueur de la finale de NRL en 2011, il a remporté deux titres de NRL avec Manly (2008 & 2011).

## Détails

### En équipe nationale
Il est également international australien et a pris part à la Coupe du monde en 2008.

### En club
Glenn Stewart a évolué dans trois clubs différents au cours de sa carrière.
| Saison | Club                   | Compétition           | Matchs | Points | Essais | Buts | Drop |
| ------ | ---------------------- | --------------------- | ------ | ------ | ------ | ---- | ---- |
| 2003   | Manly Warringah        | National Rugby League | 2      | -      | -      | -    | -    |
| 2004   | Manly Warringah        | National Rugby League | 5      | 4      | 1      | -    | -    |
| 2005   | Manly Warringah        | National Rugby League | 5      | -      | -      | -    | -    |
| 2006   | Manly Warringah        | National Rugby League | 7      | 8      | 2      | -    | -    |
| 2007   | Manly Warringah        | National Rugby League | 26     | 12     | 3      | -    | -    |
| 2008   | Manly Warringah        | National Rugby League | 26     | 28     | 7      | -    | -    |
| 2009   | Manly Warringah        | National Rugby League | 23     | 12     | 3      | -    | -    |
| 2010   | Manly Warringah        | National Rugby League | 23     | 20     | 5      | -    | -    |
| 2011   | Manly Warringah        | National Rugby League | 23     | 16     | 4      | -    | -    |
| 2012   | Manly Warringah        | National Rugby League | 17     | 8      | 2      | -    | -    |
| 2013   | Manly Warringah        | National Rugby League | 22     | -      | -      | -    | -    |
| 2014   | Manly Warringah        | National Rugby League | 6      | -      | -      | -    | -    |
| 2015   | South Sydney Rabbitohs | National Rugby League | 18     | -      | -      | -    | -    |
| 2016   | Dragons Catalans       | Super League          | 28     | 12     | 3      | -    | -    |
| 2017   | Leigh Centurions       | Super League          | -      | -      | -      | -    | -    |
| Total  | Total                  | Total                 | 149    | 300    | 88     | 22   | -    |